# Novanitocrella aestuarina
Novanitocrella aestuarina is een eenoogkreeftjessoort uit de familie van de Ameiridae. De wetenschappelijke naam van de soort is voor het eerst geldig gepubliceerd in 1979 door Coull & Bell.